# پتریسا سولیا
پتریسا سولیا (انگلیسی: Petrissa Solja؛ زادهٔ ۱۱ مارس ۱۹۹۴) بازیکن تنیس روی میز زن اهل آلمان است.
وی در مسابقات کشوری و بین‌المللی در مجموع برندهٔ ۳ مدال طلا، ۱ مدال نقره و ۲ مدال برنز شده‌است.